# Póvoa de Atalaia
Póvoa de Atalaia é uma localidade portuguesa do município do Fundão que foi sede da Freguesia de Póvoa de Atalaia, freguesia que tinha 12,67 km² de área e 642 habitantes (2011), e, por isso, uma densidade populacional de 46,8 hab/km².
A Freguesia de Póvoa de Atalaia foi extinta em 2013, no âmbito de uma reforma administrativa nacional, para, em conjunto com a Freguesia de Atalaia do Campo, formar uma nova freguesia denominada União das Freguesias de Póvoa de Atalaia e Atalaia do Campo. Pertenceu anteriormente ao extinto concelho de Alpedrinha.
A povoação conta com duas festas tradicionais: a Festa das Papas, realizada em Janeiro, e a Festa em honra de Santo Estêvão, em Setembro.
Em Póvoa de Atalaia nasceu e viveu a sua infância até aos 10 anos de idade o poeta Eugénio de Andrade (1923-2005), altura em que se mudou para a cidade de Lisboa.

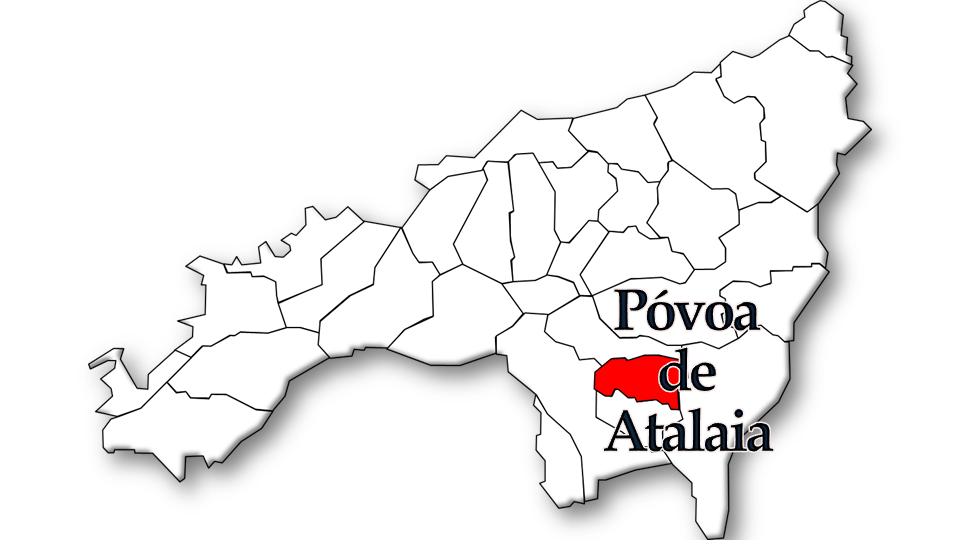
Localização no Município do Fundão

## População
| População da freguesia de Póvoa de Atalaia | População da freguesia de Póvoa de Atalaia | População da freguesia de Póvoa de Atalaia | População da freguesia de Póvoa de Atalaia | População da freguesia de Póvoa de Atalaia | População da freguesia de Póvoa de Atalaia | População da freguesia de Póvoa de Atalaia | População da freguesia de Póvoa de Atalaia | População da freguesia de Póvoa de Atalaia | População da freguesia de Póvoa de Atalaia | População da freguesia de Póvoa de Atalaia | População da freguesia de Póvoa de Atalaia | População da freguesia de Póvoa de Atalaia | População da freguesia de Póvoa de Atalaia | População da freguesia de Póvoa de Atalaia |
| ------------------------------------------ | ------------------------------------------ | ------------------------------------------ | ------------------------------------------ | ------------------------------------------ | ------------------------------------------ | ------------------------------------------ | ------------------------------------------ | ------------------------------------------ | ------------------------------------------ | ------------------------------------------ | ------------------------------------------ | ------------------------------------------ | ------------------------------------------ | ------------------------------------------ |
| 1864                                       | 1878                                       | 1890                                       | 1900                                       | 1911                                       | 1920                                       | 1930                                       | 1940                                       | 1950                                       | 1960                                       | 1970                                       | 1981                                       | 1991                                       | 2001                                       | 2011                                       |
| 487                                        | 649                                        | 805                                        | 838                                        | 953                                        | 1 005                                      | 1 147                                      | 1 297                                      | 1 366                                      | 1 287                                      | 924                                        | 848                                        | 704                                        | 791                                        | 642                                        |

## Património
- Igreja da Póvoa de Atalaia ou Igreja de Santo Estevão.[6]
- Capela de S. Sebastião
- Vestígios e trecho de calçada romanos
- Moradias judaicas
- Casa de Eugénio de Andrade
- Cabeço da Moura